# Supercopa do Brasil 2023
In 2023 werd de zesde Supercopa do Brasil gespeeld tussen landskampioen en de bekerwinnaar. De competitie werd georganiseerd door de CBF. De wedstrijd werd gespeeld op 28 januari 2023 en werd voor de eerste keer gewonnen door Palmeiras.

## Deelnemers
| Club      | Gekwalificeerd als          | Deelnames |
| --------- | --------------------------- | --------- |
| Palmeiras | Kampioen Série A 2022       | 2de       |
| Flamengo  | Winnaar Copa do Brasil 2022 | 5de       |

## Wedstrijd
|                               |                                                        |       |                                 | |
| 28 januari 2023 16:30 (UTC−3) | Palmeiras                                              | 4 – 3 | Flamengo                        | Estádio Nacional de Brasília Mané Garrincha, Brasília Toeschouwers: 5609.5 Scheidsrechter: Wilton Pereira Sampaio |
| 28 januari 2023 16:30 (UTC−3) | Raphael Veiga 38', 58' (pen) Gabriel Menino 45+4', 74' |       | 26' (pen) 51' Gabriel 60' Pedro | Estádio Nacional de Brasília Mané Garrincha, Brasília Toeschouwers: 5609.5 Scheidsrechter: Wilton Pereira Sampaio |

| Palmeiras | Flamengo |

## Kampioen
| Supercopa do Brasil de 2023   |
| Minas Gerais                  |
| ----------------------------- |
| PALMEIRAs Kampioen (1° titel) |

1990 · 1991 · 1992-2019 · 2020 · 2021 · 2022 · 2023 · 2024